# Patones
Patones er en kommune i det centrale Spanien i Madrid-regionen. Den har et indbyggertal på 602 (2024) indbyggere.